# Episodi di Caroline in the City (quarta stagione)
La quarta stagione della serie televisiva Caroline in the City è stata trasmessa in anteprima negli Stati Uniti d'America dalla NBC tra il 21 settembre 1998 e il 26 aprile 1999.
| nº | Titolo originale                         | Titolo italiano | Prima TV USA      | Prima TV Italia |
| -- | ---------------------------------------- | --------------- | ----------------- | --------------- |
| 1  | Caroline and the Guys in the Bathroom    |                 | 21 settembre 1998 |                 |
| 2  | Caroline and the Office                  |                 | 28 settembre 1998 |                 |
| 3  | Caroline and the Rotten Plum             |                 | 5 ottobre 1998    |                 |
| 4  | Caroline and the Drycleaner              |                 | 12 ottobre 1998   |                 |
| 5  | Caroline and the First Date              |                 | 26 ottobre 1998   |                 |
| 6  | Caroline and the Paper Chase             |                 | 2 novembre 1998   |                 |
| 7  | Caroline and the Big Night               |                 | 9 novembre 1998   |                 |
| 8  | Caroline and the Diva                    |                 | 16 novembre 1998  |                 |
| 9  | Caroline and the Booby Trap              |                 | 30 novembre 1998  |                 |
| 10 | Caroline and the Bar Mitzvah             |                 | 14 dicembre 1998  |                 |
| 11 | Caroline and the Fright Before Christmas |                 | 21 dicembre 1998  |                 |
| 12 | Caroline and the Big Bad Bed             |                 | 11 gennaio 1999   |                 |
| 13 | Caroline and the Horny Kid               |                 | 18 gennaio 1999   |                 |
| 14 | Caroline and the Firing Squad            |                 | 25 gennaio 1999   |                 |
| 15 | Caroline and the 2000th Strip            |                 | 8 marzo 1999      |                 |
| 16 | Caroline and the Ancestral Home          |                 | 15 marzo 1999     |                 |
| 17 | Caroline and the Sudsy Guy               |                 | 22 marzo 1999     |                 |
| 18 | Caroline and the Return of the Sudsy Guy |                 | 29 marzo 1999     |                 |
| 19 | Caroline and the Ultimatum               |                 | 5 aprile 1999     |                 |
| 20 | Caroline and El Niño                     |                 | 26 aprile 1999    |                 |
| 21 | Caroline and the Big Move                |                 | 26 aprile 1999    |                 |
| 22 | Caroline and Joanie and the Stick        |                 | inedito           |                 |